# Tiwi (Oman)
Pour les articles homonymes, voir Tiwi.

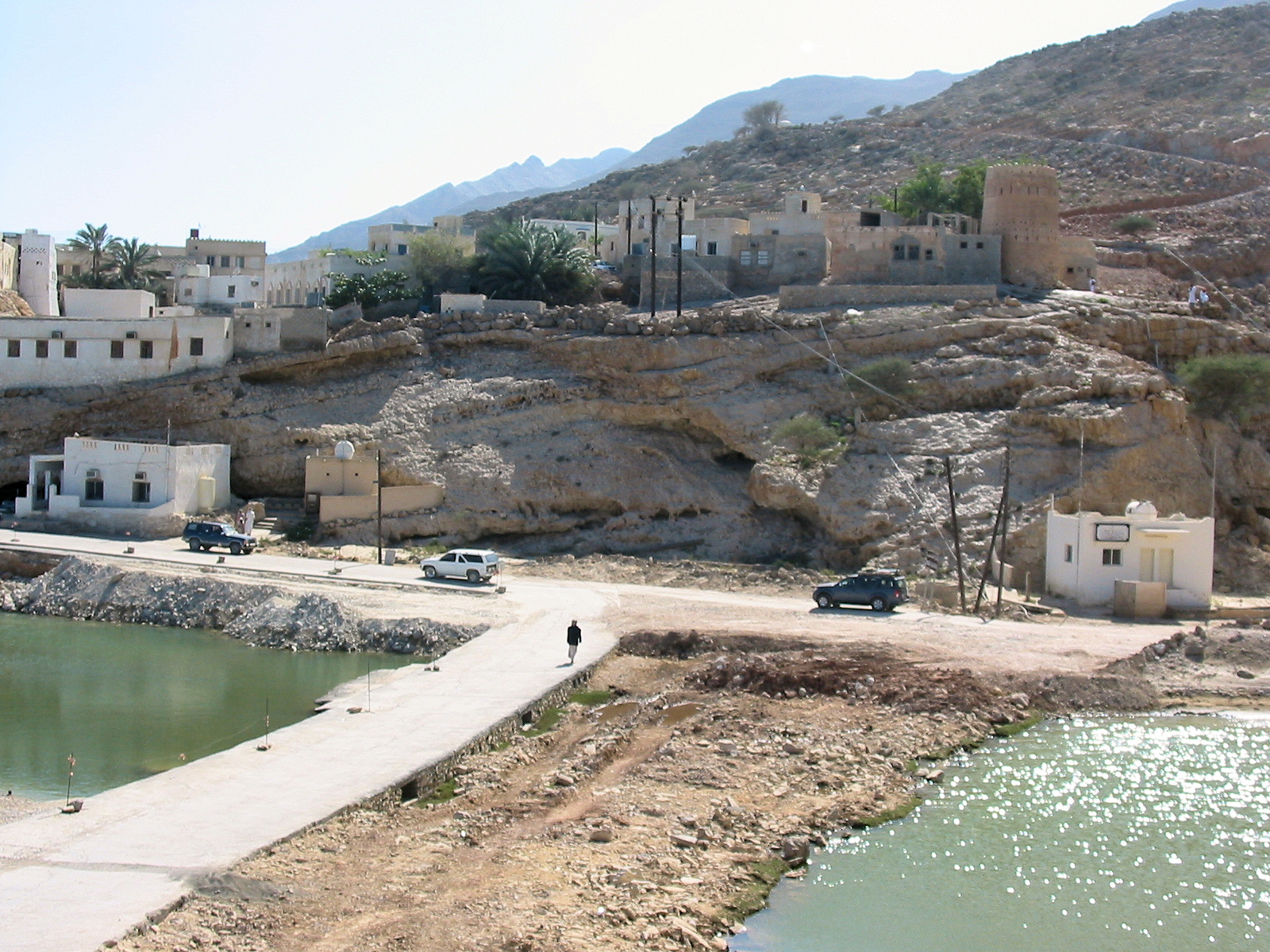
Vue de Tiwi

Tiwi est une localité côtière du Golfe d'Oman, située au nord-est du Sultanat d'Oman, sur la route côtière qui relie Quriyat à Sour. Elle fait partie de la région Ash Sharqiyah.
Tiwi comptait 2 189 habitants lors du premier recensement (1993).